# أبرامز (ويسكونسن)
أبرامز (بالإنجليزية: Abrams, Wisconsin)‏ هي بلدة تقع بولاية ويسكونسن في الولايات المتحدة. تبلغ مساحتها 97.3 (كم²)، وترتفع عن سطح البحر 212 م، بلغ عدد سكانها 1757 نسمة في عام 2000 حسب إحصاء مكتب تعداد الولايات المتحدة وتصل الكثافة السكانية فيها 18.1 نسمة/كم2.

## وصلات خارجية
- http://www.townofabrams.com
- The US50 - Cities and Towns in Wisconsin State
- Wisconsin Cities and Towns, Facts, Map, Flag, Colleges, Government, and More